# Мороз Анатолій Трохимович

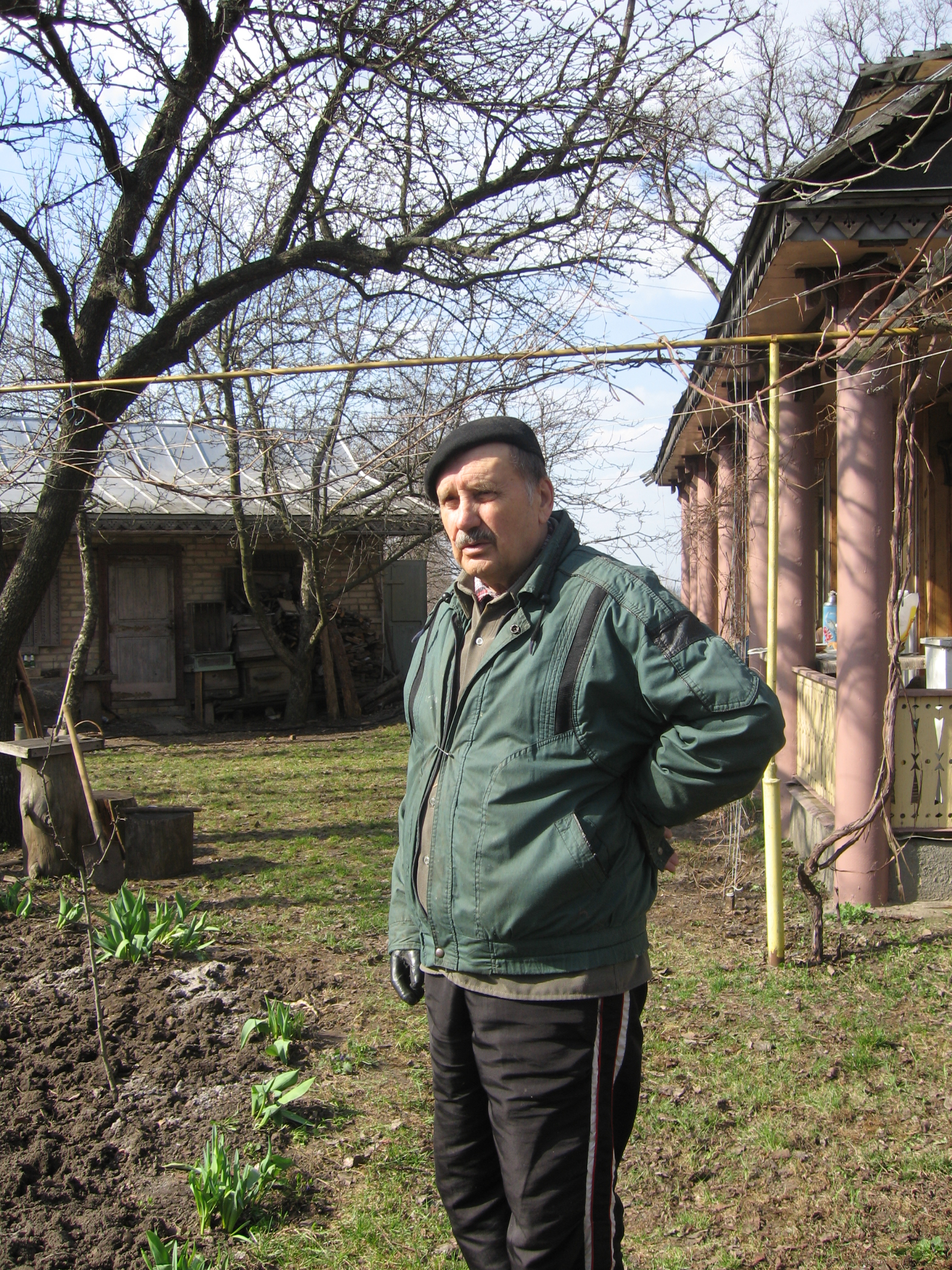

Анато́лій Трохи́мович Моро́з (30 січня 1928 , Запсілля, Кременчуцька округа, Українська СРР, СРСР  — 11 серпня 2017 , Київ ) — український радянський письменник, літературознавець, критик. Лауреат Шевченківської премії 1982 року.

## Біографія
Народився 30 січня 1928 року на хуторі Натягайлівка поблизу села Запсілля, тепер Кременчуцького району Полтавської області. Письменник, літературознавець, критик. Лауреат Шевченківської премії 1982 року за роман «Четверо на шляху».

1952 року закінчив Київський університет.

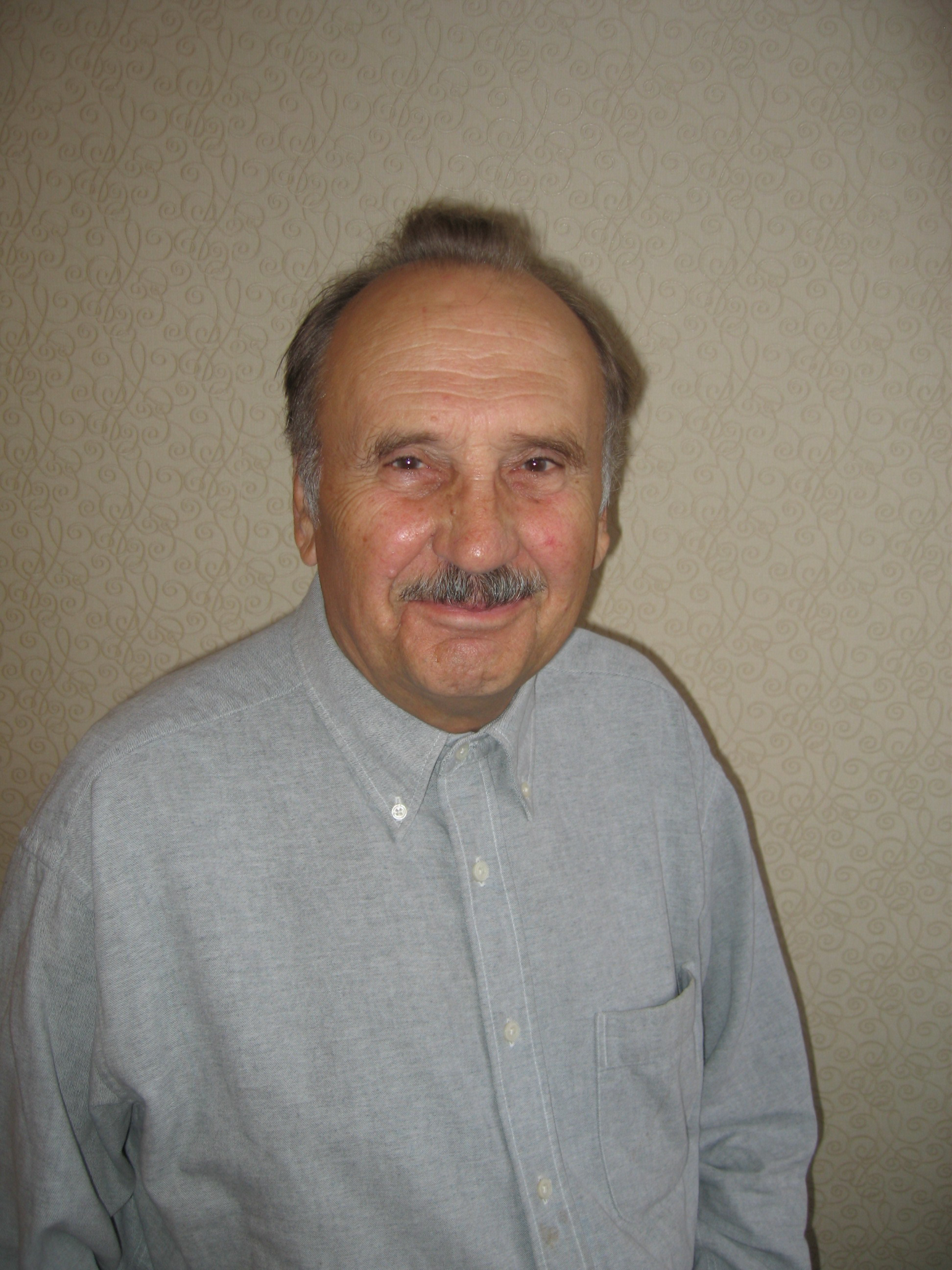

Працював в 1952—1954 роках завідувачем відділу критики газети «Літературна Україна», у 1955—1961 головним редактором, в 1964—1971 директором видавництва «Радянський письменник».
В 1979—1986 роках був секретарем правління Спілки письменників УРСР.
Книги:
- «Про народність у літературі», 1958,
- автор збірки оповідань «Ліда» (1968),
- повістей «25 сторінок однієї любові» (1960),
- «Троє і одна» (1963), «Довга-довга хвилина…» (1974),
- «Легке завдання» (1976);
- романи «Чужа кохана» (1966),
- «Кіоскерка на перехресті» (1971),
- «Четверо на шляху» (1980),
- «Товариші. Легке завдання» (1981),
- «Ваш поїзд о дев'ятій» (1985, 1988),
- «Сподіваної жду» (1990),
- збірка «Твори» (1987).